# Machine Head
Machine Head és una banda de groove metal formada el 12 d'octubre de 1991 a Oakland, Estat de Califòrnia per Robb Flynn i Adam Duce. És una de les bandes pioneres en la New Wave Of American Metall i una de les més famoses del subgènere musical.
El vocalista i guitarrista Robert Flynn va iniciar el projecte musical de Machine Head després d'abandonar les seves anteriors bandes Forbidden i Vio-lence. S'hi van unir Adam Duce, Logan Mader i Tony Constança. Encara que el primer àlbum de la banda, Burn My Eyes, va ser un gran èxit tant a Europa com als Estats Units, Machine Head aconseguiria l'èxit internacional amb els seus àlbums posteriors.
La banda va estar a punt de dissoldre's al 2002, després de negociar la finalització del seu contracte amb la discogràfica Roadrunner Rècords. Posteriorment, però, tornaren a signar amb la discogràfica i incorporaren a Phil Demmel com a guitarrista.

## Discografia

### Àlbums d'estudi
- Burn My Eyes (1994)
- The More Things Change (1997)
- The Burning Xarxa (1999)
- Supercharger (2001)
- Through the Ashes of Empires (2004)
- The Blackening (2007)
- Unto the Locust (2011)
- Bloodstone & Diamonds (2014)
- Catharsis (2018)
- Øf Kingdøm and Crøwn (2022)
- EP
- Arrows In Words From the sky (2021)

### Àlbum en directe
- Hellalive - Gravat en la Brixton Academy de Londres el 8 de desembre de 2001 i llançat al març de 2003

### DVD en directe
- Elegies - Gravat en la Brixton Academy de Londres el 5 de desembre de 2004 i llançat a l'octubre de 2005